# 大卓萨寺
大卓萨寺是位于中国西藏自治区林芝市巴宜区林芝镇本日山脚下的一座苯教寺院。

## 简介
大卓萨寺意为“老虎跳舞的地方”。该寺创建于公元1570年左右。大卓萨寺主供圣物“老虎脚印石头”。寺内珍藏的主要文物有《甘珠尔》、《丹珠尔》佛经各一套，此外还有数尊佛像及法器等用品。
大卓萨寺每年藏历元月十五日举行苯教始祖丹巴·辛饶圆寂纪念日。
如今，本日山周围保存完好的寺庙有4座，即吉日寺、大卓萨寺、达则寺、色迦棍钦寺，均属苯教。